# Championnat du Kirghizistan de football 2023
 (mars 2025).
Navigation
Saison précédente Saison suivante
La saison 2023 du Championnat du Kirghizistan de football est la trente-deuxième édition de la première division au Kirghizistan. Il y a dix équipes engagées cette saison et la compétition prend la forme d'une poule unique où les formations s'affrontent à trois reprises.
C'est le Abdish-Ata Kant, tenant du titre, qui remporte à nouveau la compétition cette saison après avoir terminé en tête du classement final. C'est le deuxième titre de champion du Kirghizistan du club.
Le vainqueur du championnat se qualifie pour les barrages de la Challenge League de l'AFC 2024-2025, la nouvelle compétition inter-clubs de troisième niveau en Asie.

## Les clubs participants
- Dordoi Bichkek
- Alga Bichkek
- FC Neftchi Kotchkor-Ata
- Abdish-Ata Kant
- FC Alay Och
- FC Khimik Kara-Balta
- Ilbirs Bishkek
- Talant Besh-Kungei
- Aldiyer Kurşab - Promu de D2
- Muras United Jalal-Abad - Promu de D2

## Compétition
Le barème de points servant à établir le classement se décompose ainsi :
- Victoire : 3 points
- Match nul : 1 point
- Défaite : 0 point

### Classement
| Rang | Équipe                      | Pts | J  | G  | N  | P  | Bp | Bc | Diff |
| ---- | --------------------------- | --- | -- | -- | -- | -- | -- | -- | ---- |
| 1    | Abdish-Ata KantT            | 57  | 27 | 17 | 6  | 4  | 58 | 22 | +36  |
| 2    | FC Alay Och                 | 51  | 27 | 14 | 9  | 4  | 36 | 23 | +13  |
| 3    | Dordoi Bichkek              | 50  | 27 | 14 | 8  | 5  | 54 | 24 | +30  |
| 4    | Alga Bichkek                | 44  | 27 | 12 | 8  | 7  | 52 | 35 | +17  |
| 5    | Muras United Jalal-Abad'P'C | 42  | 27 | 12 | 6  | 9  | 41 | 34 | +7   |
| 6    | Talant Besh-Kungei          | 34  | 27 | 8  | 10 | 9  | 32 | 38 | -6   |
| 7    | FC Neftchi Kotchkor-Ata     | 32  | 27 | 9  | 5  | 13 | 29 | 38 | -9   |
| 8    | Ilbirs Bishkek              | 26  | 27 | 7  | 5  | 15 | 32 | 53 | -21  |
| 9    | Aldiyer KurşabP             | 23  | 27 | 6  | 5  | 16 | 29 | 53 | -24  |
| 10   | FC Khimik Kara-Balta        | 13  | 27 | 3  | 4  | 20 | 20 | 63 | -43  |

|  | Qualification pour la Challenge League de l'AFC 2024-2025     |
|  | Qualification pour les barrages de relégation                 |
|  | T : Tenant du titre C : Vainqueur de la Coupe du Kirghizistan |

- En fin de saison le 10e, FC Khimik Kara-Balta, rencontre Isik-Köl Muras un club de deuxième division pour tenter de se maintenir, sur le cumul des rencontres le club de première division gagne 6 à 3 et se maintient en première division.

## Bilan de la saison
| Championnat du Kirghizistan de football 2023 |                            |
| Champion                                     | Abdish-Ata Kant (2e titre) |
| Coupes et trophées                           |                            |
| Vainqueur de la Coupe du Kirghizistan 2023   | Muras United Jalal-Abad    |
| Qualifications continentales                 |                            |
| Challenge League de l'AFC 2024-2025          | Abdish-Ata Kant            |
| Promotions et relégations                    |                            |
| Promus en Vysshaya Liga                      | aucun                      |
| Relégués en Deuxième division                | aucun                      |